# Якобсон, Иван Давидович
Иван Давидович  (Давыдович) Якобсон (1800—1874) — русский военный деятель, генерал-кригскомиссар,  действительный тайный советник (1874). Член Военного совета Российской империи (1861—1874).

## Биография
С 1814 года на службе в Комиссариатской комиссии и с 1816 года в общей канцелярии военного министра. Окончил Императорский Санкт-Петербургский университет. С 1829 года начальник отделения Военного министерства Российской империи.
В 1840 году   произведён в действительные статские советники с назначением чиновником для особых поручений при военном министре А. Е. Чернышёве. С 1851 года вице-директор Комиссариатского департамента. В 1854 году произведён в тайные советники с назначением генерал-аудитором. С 1856 года генерал-кригскомиссар. В отставке с 1857 по 1861 годы.
С 1861 года член Военного совета Российской империи и директор Комиссариатского департамента Военного министерства. С 1862 года член Императорского Вольного экономического общества. В 1874 году произведён в действительные тайные советники.
Был награждён всеми российскими орденами вплоть до ордена Святого Александра Невского с бриллиантовыми знаками пожалованные ему в 1864 году.

## Семейная связь
Дети:
- Дочь — Эмилия, замужем за генерал-лейтенантом С. П. Эттером